# Le Noiraud porte malheur
Pour plus de détails, voir Fiche technique et Distribution.
Le Noiraud porte malheur (Bad Luck Blackie) est un dessin animé réalisé par Tex Avery et sorti en 1949.
Le scénario est fondé sur la superstition qui indique que croiser le chemin d'un chat noir porte malheur. Un bouledogue martyrise un chaton, à qui un chat noir vient en aide en utilisant son pouvoir de porte-poisse sur le chien, chaque fois que le chaton l'appelle au secours.

## Synopsis
Dans une maison, un bouledogue s'amuse cruellement avec un chaton : alors qu'il fuit, le chien le retient par la queue, puis quand il le retourne, le chaton rentre dans la gueule du chien jusque dans sa patte. Il le ressort par sa langue mise en escalier, qui mène le jeune chat dans la gueule du bouledogue en miroir. Après l'avoir envoyé en l'air avec sa langue, il enlève au dernier moment le coussin qui devait amortir la chute. À chaque fois, le chien rit de son mauvais tour. Peu après, il lui donne une assiette pleine de lait, mais il y a glissé une tapette à souris qui se referme sur la langue du chaton. Ce dernier s'enfuit, passe sous le sofa : le chien le suit dessous, et reste aplati après le passage. Le chaton se cache entre des livres de la bibliothèque mais le chien le découvre et le compresse en poussant sur la rangée de volumes. Celui-ci est devenu un livre avec le titre : « Chaton déjoué ». Le chaton fuit encore, poursuivi sans effort par le gros chien (il ne court que sur deux doigts d'une patte). Cependant le chien, sorti dans le jardin, ne prête pas attention et percute le barbecue. Sa tête pleine de cendres et ressortant sous le sommet de la cheminée lui donne l'aspect de la caricature d'un Chinois coiffé d'un chapeau conique. 
Le chaton souffle un peu derrière une poubelle dans la rue. Un chat noir maigre ganté de gris et au gros nez rouge, coiffé d'un chapeau melon vert et cigare au coin de la gueule, lui présente sa carte : « Chat noir, porte-malheur garanti ». Le chaton accepte avec joie sa proposition d'aide. Aussitôt, le chat fait une démonstration : alors que le bouledogue arrive en fonçant, le chat noir traverse la rue devant lui. Immédiatement, un pot de fleur s'écrase sur le chien et l'assomme. Le chat noir donne un sifflet au chaton pour l'appeler dès le moindre souci avec le chien. Le chaton est émerveillé. Il réveille le chien avec sa queue, le nargue. À peine le bouledogue se met en chasse que le chaton souffle dans le sifflet : le chat traverse à nouveau. Un nouveau pot de fleur fracasse le chien. Réveillé, il poursuit le chaton, qui siffle encore une fois. Le chat étant passé, c'est une lourde malle qui tombe sur le chien et l'aplatit contre les marches. Quand le chaton se trouve bloqué au fond d'une impasse, le chien rit à sa revanche. Mais le chat noir sort d'une boîte de conserve abandonnée, traverse l'impasse, entre dans une autre boîte. La malédiction frappe le chien : un piano lui tombe dessus. Le chaton en profite pour ouvrir la gueule du chien et jouer (faux) Yankee Doodle avec ses dents devenues touches de piano. Il lui claque la mâchoire à la façon d'un couvercle d'un piano, puis va se percher au sommet d'un poteau électrique. Le chien l'approche par les fils électriques. Le chaton souffle à nouveau dans le sifflet.  Le chat passe, accroché à un ballon rouge. Le bouledogue se retrouve avec une bombe allumée, tombée des airs. De sa tête, il ne reste que son contour après l'explosion. Peu après, le chien surprend le chaton à l'angle d'une maison. Ce dernier a tout juste le temps de siffler avant d'être avalé. Le chat noir sort alors de la chute d'eau de la gouttière, son arrière-train juché sur un monocycle. Une antique caisse enregistreuse assomme le chien. Le chat fait rendre le chaton en appuyant sur la truffe : le chaton part fièrement du tiroir sorti de la gueule.   
Nouvelle tentative canine : il attend en face du chaton, qui siffle aussitôt. Le chat passe en dansant à la russe. Mais le chien s'en moque car il a un porte-bonheur : un fer à cheval. Mais en l'envoyant derrière lui, il retombe sur sa tête. En sus, trois autres tombent sur sa tête, puis une mule. Nouvel essai : le chien empêche le chaton d'appeler son ange gardien en plaquant sa patte sur le museau. Mais une mouche le met au supplice et il doit utiliser sa patte pour l'écraser. Le chaton siffle, le chat passe, une borne d'incendie atterrit mystérieusement sur le crâne du chien. Le chien a alors l'idée de voler le sifflet maudit. Une boîte mystérieuse (dessus : « la curiosité a tué un chat ») intrigue le chaton. Le bouledogue monté sur ressort en surgit, façon diable en boîte. Le chaton perd son sifflet, s'enfuit de peur. Le chien s'en empare avec joie, mitonne un plan diabolique. Il repère le chat noir entré dans un soupirail de gratte-ciel. Le chien lève avec une corde un lourd coffre d'acier jusqu'en haut du toit, marque d'une croix l'emplacement de la chute prévue. Puis il souffle dans le sifflet. Le chat sort, étonné, voit le coffre tomber. Nonchalamment, il déplace la croix sous le chien et... le coffre tombe bien à cet endroit. Le bouledogue poursuit maintenant le chat noir sur un chantier. Ce dernier passe devant lui tête en bas sous une planche élevée, grâce à des ventouses aux pattes. La malchance est encore là : des briques tombent sur le chien et forment un mur avec lui en position égyptienne. Le chien ne s'avoue pas vaincu : il peint le chat noir en blanc. Miracle : la malchance n'est plus, malgré les passages répétés du chat. Celui-ci se rend compte enfin qu'il est devenu blanc. Le chien se venge et l'étrangle, rit, souffle dans le sifflet qu'il croit devenu inutile. Mais le chaton alerté a l'idée de se tremper dans de la peinture noire, puis de passer devant le chien. Aussitôt, le malheur revient au chien, assomé par une enclume. Il tombe, avale le sifflet, a le hoquet. À chaque « hic » qu'il fait, le sifflet retentit et un objet tombe sur lui, plus gros à mesure que le temps passe (jusqu'à un bateau cuirassé). Les deux chats se serrent la patte. Le chaton, coiffé du melon donné par son ange gardien, est ravi et rit diaboliquement de tout ce qu'il pourra faire en tant que chaton noir.

## Fiche technique
Source IMDb
- Titre original Bad Luck Blackie
- Réalisation : Tex Avery
- Scénario : Rich Hogan
- Musique Scott Bradley

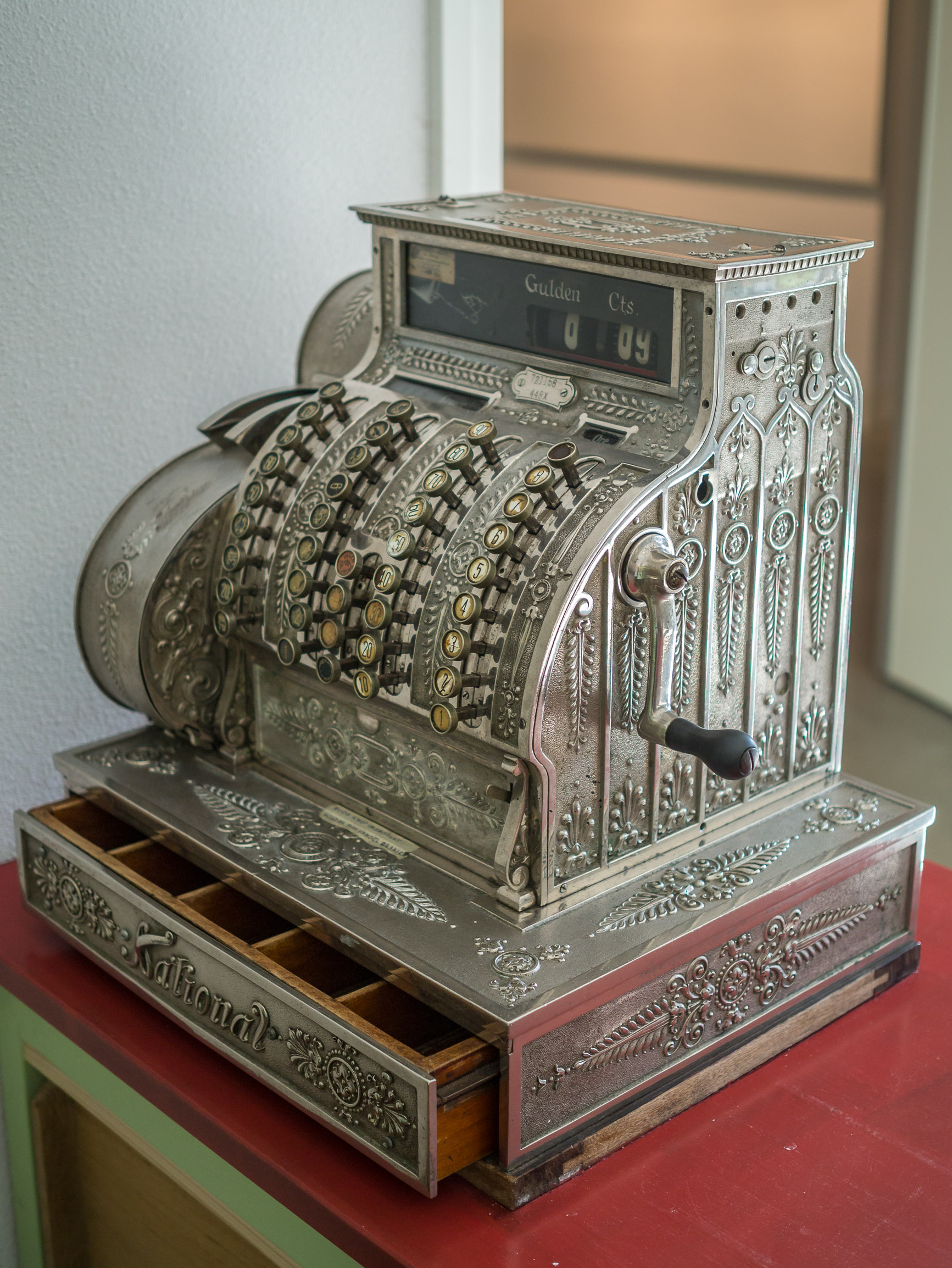
Caisse enregistreuse de la marque « National », proche de celle tombée sur le chien.

- Montage : Jim Faris et Fred MacAlpin
- Producteur : Fred Quimby (coproducteur : William Hanna, non crédité)
- Production : MGM Cartoon Studio, Quimby-Hanna/Barbera
- Pays de production : États-Unis
- Langue : anglais
- Durée : 7 minutes
- Genre : court métrage de dessin animé comique
- Format :  couleur (Technicolor) - 35 mm - 1,37:1 - son mono (Westrex Recording System) - procédé cinématographique : sphérique
- Dates de sortie :
  - États-Unis : 22 janvier 1949
  - États-Unis : 9 novembre 1956 (ressortie)

### Animation
Animateurs :
- Preston Blair
- Grant Simmons
- Walt Clinton
- Louie Schmitt (non crédité pour : conception de personnages et mise en place)

Décors :
- John Didrik Johnsen (non crédité)

## Distribution
Voix originales : 
- William Hanna : cri du bouledogue
- Harry Lang (en) : le chaton gris et blanc
- Pat McGeehan : Blackie le chat noir
- Tex Avery : Spike le bouledogue (non crédité)
- Dick Nelson : Blackie le chat noir (non crédité)

Voix françaises :

## Musiques
Aucune musique n'est citée au générique.
- Horses

Musique par Richard A. Whiting et Byron Gay (en).
- Comin' Thro' the Rye

Musique par Robert Burns. Jouée quand le chat traverse la première fois devant le chien qui déboule.
- Sobre las olas

Musique par Juventino Rosas
- Yankee Doodle

Musique traditionnelle patriotique américaine. Massacrée par le chaton au piano.
- Danse hongroise nº 5

Musique par Johannes Brahms
- Pop Goes the Weasel

Chanson enfantine anglaise traditionnelle
- Shave and a Haircut

Air populaire.
- Auld Lang Syne

Musique par Robert Burns. Jouée quand les chats se serrent la patte.

## Autour du film
Le Noiraud porte malheur apparaît à la 15e place dans le classement The 50 Greatest Cartoons, top 50 des meilleurs cartoons de tous les temps, selon l'historien du cinéma d'animation Jerry Beck (en).
C'est la première apparition de Spike le bouledogue, qui figurera par la suite dans la série des Droopy.
Des extraits du dessin animé ont été utilisés par le groupe Stray Cats dans le clip de 1983 Stray Cat Strut. Il a également été utilisé dans l'épisode The Magic Ring de la série Tom et Jerry.